# Argyrarcha margarita
Argyrarcha margarita là một loài bướm đêm trong họ Crambidae.